# 淺羽金三郎
淺羽 金三郎（平假名：、生年不詳 - 1904年9月18日）為日本海軍軍人。最終階級為海軍大佐。功三級。日俄戰爭時，擔任巡洋舰「平遠艦」艦長，後隨艦共亡。

## 經歷
舊幕臣淺羽幸勝次男。1874年7月、海軍兵學校幼年科。1883年10月、海軍兵學校（10期）畢業，被任命為海軍少尉試補。之後、累進晉升為海軍中佐。
1904年、日俄戰爭爆發時，擔任「平遠艦」艦長，為第二軍登陸支援。擔任旅順港閉塞作戰等任務。同年9月18日執行特別任務時，於雙島灣外，因「平遠艦」觸雷沈沒而戰死。1911年、依戰功，晉升海軍大佐，敘勳功三級。